# Myrsine pellucida
Myrsine pellucida är en viveväxtart som först beskrevs av R och P., och fick sitt nu gällande namn av Sprengel. Myrsine pellucida ingår i släktet Myrsine och familjen viveväxter. Inga underarter finns listade i Catalogue of Life.